# Krystyn Dąbrowa
Krystyn Wiktor Dąbrowa (ur. 25 lutego 1934 w Sytkach) – polski dziennikarz i działacz polityczny, poseł na Sejm PRL VIII kadencji.

## Życiorys
Syn Józefa i Stefanii. Od 1950 działał w Związku Młodzieży Polskiej i Związku Młodzieży Socjalistycznej, a od 1954 w Polskiej Zjednoczonej Partii Robotniczej. W 1956 ukończył studia na Wydziale Dziennikarskim Uniwersytetu Warszawskiego. 
Pracował w dwutygodniku „Odnowa” (1956–1959), w tygodniku „itd” (1959–1960), a później w ZMS (od 1964 jako przewodniczący zarządu warszawskiego). Od 1966 w aparacie PZPR (w latach 60. i 70. był m.in. członkiem Komitetu Warszawskiego, I sekretarzem Komitetu Dzielnicowego Warszawa-Śródmieście, czy inspektorem i zastępcą kierownika w Wydziale Organizacyjnym Komitetu Centralnego PZPR). W latach 1969–1970 był attaché prasowym w Ambasadzie PRL w Pradze. W latach 1977–1980 kierownik Wydziału Organizacyjnego KC PZPR. Członek KC PZPR w latach 1975–1981. W latach 1980–1982 I sekretarz Komitetu Krakowskiego PZPR. Zwolniony z tego stanowiska w stanie wojennym i przeniesiony do służby dyplomatycznej. W latach 1983–1987 radca Ambasady PRL w Bukareszcie. W latach 1980–1985 był posłem na Sejm PRL VIII kadencji.

## Odznaczenia
- Order Sztandaru Pracy II klasy[2]
- Krzyż Kawalerski Orderu Odrodzenia Polski[2]
- Złoty Krzyż Zasługi[1]